# 蘇馬瓦度假村 (印地安納州)
蘇馬瓦度假村（英語：Sumava Resorts）是位於美國印地安納州牛頓縣的一個非建制地區。該地的面積和人口皆未知。

## 歷史
蘇馬瓦度假村於1926年成立。